# ابزرور نیجریه
روزنامه ابزرور نیجریه (به انگلیسی: The Nigerian Observer؛ به معنای ناظر نیجریه) روزنامه روزانه‌ای است که در شهر بنین در ایالت ادو کشور نیجریه منتشر می‌شود. این روزنامه از ۲۹ می ۱۹۶۸ منتشر می‌شود. ناشر آن شرکت مسئولیت محدود روزنامه‌های بندل (Bendel Newspapers Company Limited)، متعلق به دولت ایالت ادو است.
در سال ۱۹۷۳، یک خبرنگار ابزرور نیجریه مقاله‌ای دربارهٔ اعتصاب قریب‌الوقوع معلمان در ایالت ریورز نوشت که در روز تولد فرماندار آلفرد دیت-اسپیف منتشر شد. دیت-اسپیف این موضوع را به‌عنوان یک توهین عمدی تلقی کرد و دستیار او، رالف ایوواری، دستور داد که سر خبرنگار در ملأ عام تراشیده شده و او را با ۲۴ ضربه شلاق مجازات کردند. در آن زمان، روزنامه ابزرور نیجریه متعلق به ایالت بندل بود که پیش از ایالت ادو وجود داشت. روزنامه ایالت ریورز The Tide در مورد این درگیری با معلمان هیچ گزارشی منتشر نکرد.
در دوران ریاست‌جمهوری شهو شاگاری (۱۹۷۹ تا ۱۹۸۳) این روزنامه مشابه سایر روزنامه‌های متعلق به دولت‌های ایالتی که تحت کنترل احزاب مخالف بودند از سوی پلیس مورد آزار و اذیت قرار گرفت؛ کارکنان آن بازداشت شدند و محل روزنامه تعطیل شد. اوایل سال ۱۹۸۹ شرایط بد اقتصادی باعث شد این روزنامه برای مدتی تعطیل شود. در ۲۲ ژوئیه ۱۹۹۳ دولت ژنرال ابراهیم بابانگیدا روزنامه ابزرور نیجریه را به همراه روزنامه‌های National Concord و The Punch و Daily Sketch ممنوع اعلام کرد.
تحلیلی که در سال ۱۹۹۹ روی روزنامه ابزرور نیجریه و سایر روزنامه‌های نیجریه انجام شد، نشان داد که این روزنامه تیراژ نسبتاً کمی دارد و فقط ۱۵ درصد از فضای ستون‌های آن به تبلیغات اختصاص داده شده است، در مقایسه با ۵۰ درصد در یک روزنامه معمولی آمریکای شمالی. بسیاری از تبلیغات اطلاعیه‌های دولتی بودند؛ درآمد پایین و کمبود کاغذ چاپی باعث محدود شدن پوشش اخبار و به‌ویژه محدود شدن گزارش‌های تحقیقی شد.